# Русский дом селенга

Реклама «Русского дома Селенга». Предположительно, 1995 год

АОЗТ «Русский Дом Селенга» — финансовая компания в России, от деятельности которой пострадали миллионы людей. В последней своей стадии превратилась в финансовую пирамиду. Особенностью продвижения этой пирамиды по сравнению с остальными являлось использование выдуманного основателями псевдотермина «селенг», якобы обозначавшего сдачу материальных средств внаём без ответственности нанимателя.
Компания начала свою деятельность в 1992 году. Её основателями стали Александр Саломадин и Сергей Грузин.
За весь период существования с ней заключило контракт около 2,5 млн человек, было вложено почти 3 триллиона неденоминированных рублей.
Осенью 1994 года прошёл ряд проверок филиалов РДС налоговыми органами. В мае 1995 года в отношении руководителей компании прокуратурой Волгоградской области были возбуждены уголовные дела № 32156 и № 091272.
По заявлению вкладчиков АОЗТ «РДС» о банкротстве данной финансовой компании, решением Арбитражного суда Волгоградской области от 15.07.97 г. АОЗТ «РДС» было признано несостоятельным (банкротом).
1 сентября 1997 года состоялось второе заседание Арбитражного суда Волгоградской области, решением которого было открыто конкурсное производство и назначен конкурсный управляющий — Елена Михайловна Дрожжина.
Был сформирован реестр кредиторов первой очереди, завершено формирование конкурсной массы, предназначенной для удовлетворения требований кредиторов первой очереди, осуществлена процедура уведомления вкладчиков — кредиторов первой очереди о сумме и сроках выплат и производятся расчеты с вкладчиками — кредиторами первой очереди путём перечисления денежных средств в размере 4 % от признанной претензии на лицевые счета вкладчиков.
Определением арбитражного суда Волгоградской области от 4 декабря 2009 года по делу № А12-105/1997 конкурсное производство завершено. 22 декабря 2009 года в Единый государственный реестр юридических лиц внесена запись о ликвидации АОЗТ «Русский Дом Селенга».
В феврале 2000 года уголовное дело завершилось обвинительным приговором. Александра Саломадина и Сергея Грузина суд признал виновными в мошенничестве. Обвиняемые получили по 9 лет лишения свободы в колонии общего режима с конфискацией личного имущества. Сейчас Саломадин с Грузиным снова живут в Волгограде, но в публичных местах стараются не появляться.